# Souto da Carpalhosa
Souto da Carpalhosa is een plaats (freguesia) in de Portugese gemeente Leiria en telt 4018 inwoners (2001).